# Parasaurolophini
Parasaurolophini  — триба птахотазових динозаврів родини гадрозаврових (Hadrosauridae).
Представники триби були поширені в Азії, Північній Америці, і, можливо, Європі. До триби належать гадрозаври, що у філогенічному плані стоять ближче до Parasaurolophus walkeri ніж до Lambeosaurus lambei. В даний час містить Charonosaurus (Китай), Parasaurolophus (Юта, Нью-Мексико, Монтана і Альберта), і, ймовірно, Blasisaurus і Arenysaurus (обидва з Іспанії).